# Macromitrium chungkingense
Macromitrium chungkingense är en bladmossart som beskrevs av Chen Pan-chieh 1943. Macromitrium chungkingense ingår i släktet Macromitrium och familjen Orthotrichaceae. Inga underarter finns listade i Catalogue of Life.